# Loyset Compère
Loyset Compère, né dans le diocèse d'Arras ou le comté de Hainaut vers 1445, et mort le 16 août 1518 à Saint-Quentin, est un chantre (musicien professionnel au service de l'Église), compositeur et ecclésiastique franco-flamand.
De la même génération que Josquin des Prés, Alexandre Agricola, Jacob Obrecht, Antoine Brumel ou Pierre de la Rue, élèves comme lui de Johannes Ockeghem, c'est un des plus importants compositeurs de motets et de chansons polyphoniques à l'époque de la Renaissance.
Après avoir appartenu à la chapelle ducale des Sforza puis à celle pontificale de Sixte IV sous le nom d'Aluyseto, de retour en France imprégné du style raffiné des arts italiens, il fut chanoine et chancelier de la collégiale de Saint-Quentin où il mourut le 16 août 1518.

## Sa vie

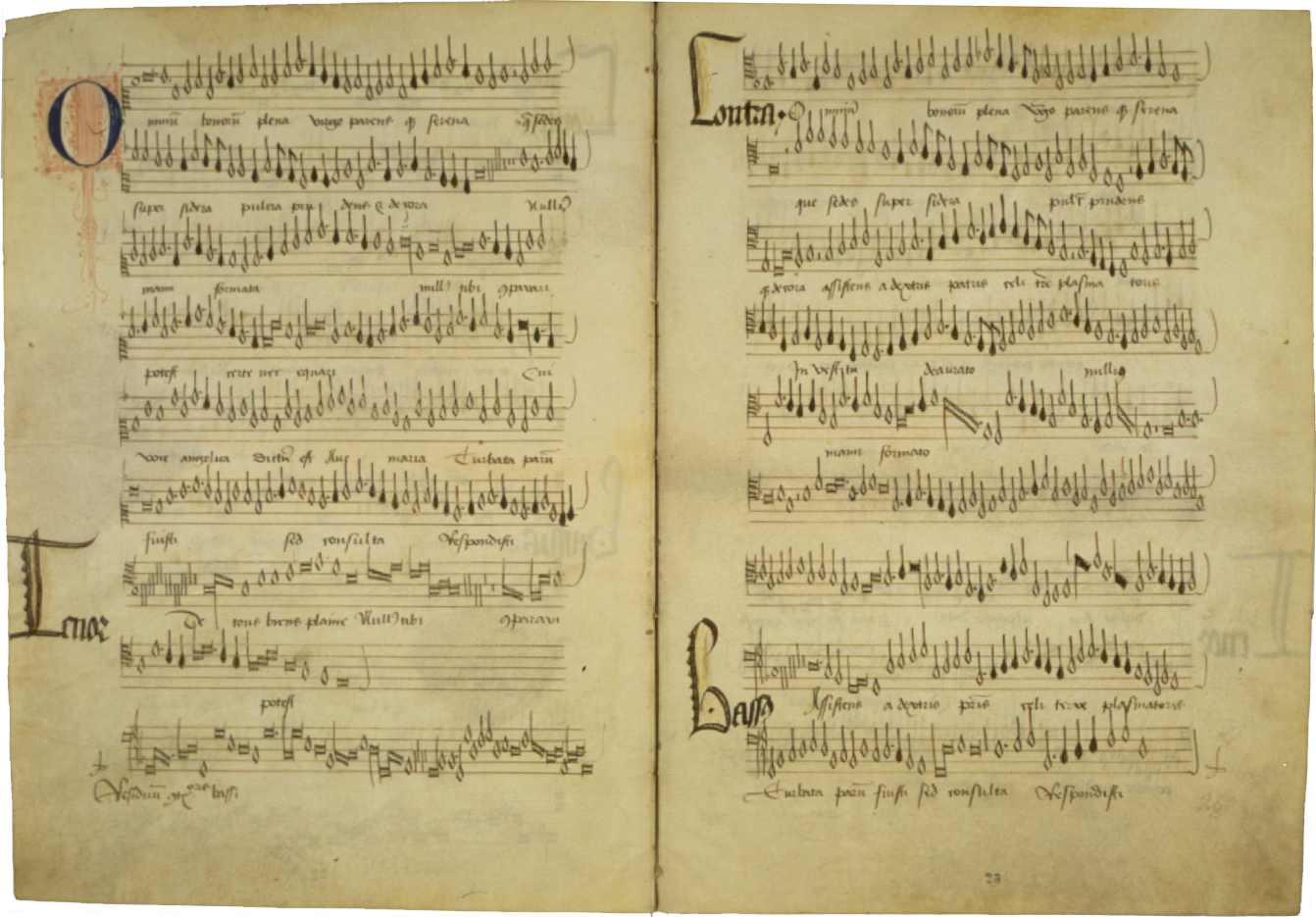
Manuscrit du motet de Loyset Compère
Omnium bonorum plena

### 1440/45 - 1474
D'après Jean Molinet (1435-1507), qui connaissait bien Compère, le compositeur était issu d'une famille de Saint-Omer. Un document milanais daté de 1476 le présente comme un ecclésiastique venant d'Arras. Pourtant, une ordonnance de Charles VIII d'avril 1494 confère à Compère la nationalité française et précise expressément qu'il est originaire du Hainaut. On n'a pu éclaircir ces contradictions.
On ne connaît rien de sa formation. Il est possible qu'il fréquente la cour royale de France pendant les années 1460. En effet, sa composition la plus ancienne Puis que si biene (antérieure à 1465) se trouve dans un manuscrit contenant le répertoire de la chapelle du roi de France. Un recueil à Cambrai fait supposer que le motet Omnium bonorum plena, peut-être composé à l'occasion de la consécration de l'ancienne cathédrale de Cambrai le 5 juillet 1472 ou à celle d'une rencontre des cours de France et de Bourgogne les 16 et 17 octobre 1468, a été composé à Cambrai en 1468. Le motet, qui est déjà l'œuvre d'un maître accompli, est cité dans la chanson De tous biens plaine de Hayne van Ghizeghem.

### Milan, 1474 - 1477
Le premier séjour de Compère à Milan est attesté par des documents. Les ducs de Milan entretenaient des rapports étroits avec la cour de France, aussi n'est-il pas surprenant que le duc Galeazzo Maria Sforza s'adresse dans une lettre datée du 23 novembre 1472 à Johannes Ockeghem en lui demandant son aide pour le recrutement de chanteurs destinés à collaborer à sa chapelle ducale qu'il était en train de constituer. Loyset Compère se trouvait parmi les chanteurs pressentis. Il s'engagea le 15 juillet 1474 comme membre de la manécanterie principale de la chapelle ducale. Son nom apparaît aussi dans des listes datées des 30 mars et 4 décembre 1475. Le collègue le plus notoire de Compère était Gaspar van Weerbeke.
En septembre 1476 le duc tenta de faire attribuer à Compère un bénéfice de l'abbaye San Georgio de Padoue, mais celui-ci avait déjà été attribué. La carrière de Compère à Milan prit fin avec l'assassinat de duc le 26 septembre 1476 : la cour décida le 7 janvier 1477 de réduire la chapelle ducale et un document daté du 6 février 1477 cite Compère comme l'un des collaborateurs renvoyés.

### France 1477 - 1494
Compère retourna en France accompagné de Jean Fresneau. Il séjourna peut-être quelque temps à la cour et au service du duc Jean II de Bourbon : Compère a en effet mis en musique trois poèmes de ce dernier. Cependant cette supposition n'est étayée par aucune source documentaire.
Ce qui est sûr, c'est qu'on le retrouve en 1486 à la chapelle royale de France, alors dirigée par Johannes Ockeghem. Une bulle du pape du 28 juillet 1486 le nomme au chapitre du diocèse d'Arras ainsi que chapelain ordinaire et chantre du roi de France.
Une ordonnance royale d'avril 1494 concède la nationalité française à « nostre cher et bien amé chappelain ordinaire et chantre de nostre chapelle maistre Loys Compère, natif du pays de Haynault, en satisfaction de son humble requête » — ce qui prouve qu'il ne la possédait pas auparavant, et lui assure la jouissance définitive des bénéfices qui lui avaient été attribués en France, en tant que membre de la chapelle royale.
De juin 1492 à mai 1493, Compère fit partie du chapitre de la cathédrale Notre-Dame de Paris, où étaient souvent nommés les membres de la chapelle royale. Il fut ordonné prêtre à la cathédrale le 2 mars 1493 et échangea quelque temps après deux bénéfices qu'il avait à Notre-Dame et à la Trinité de Montlhéry contre une commende à Voyenne dans le diocèse de Laon.

### Italie 1494/95
Loyset Compère accompagna, à l'automne 1494, le roi Charles VIII dans sa campagne d'Italie — on ne sait d'ailleurs à quel titre. Dans une lettre du 7 octobre 1494, Ferrante d'Este écrit à son père, le duc de Ferrare Hercule Ier d'Este (qui était grand amateur de musique) qu'il a rencontré Compère à Casale Monferrato et que ce dernier s'est excusé à plusieurs reprises de ne pouvoir fournir à son Altesse quelques bonnes compositions car celles qu'il avait avec lui étaient déjà anciennes. Il poursuivit en disant qu'il avait laissé ses partitions en France, qui contenaient de bonnes œuvres récentes, dont il se ferait un honneur de les envoyer à son Altesse dès qu'il pourrait le faire.
Selon toute vraisemblance, il passa le mois de janvier 1495 à Rome, car Charles VIII et son armée occupaient la ville à cette époque. C'est probablement de cette période (ou peu de temps après) que date la composition de quelques motets représentatifs : Crux triumphans, Propter gravamen, Quis numerare queat, Sile fragor : soit ces œuvres ont été écrites en Italie, soit il s'agit des « œuvres plus anciennes » mentionnées par Ferrante d'Este.
En juillet 1495, il assista à la bataille de Fornoue et composa la chanson Vive le noble roy pour célébrer la victoire des Français.

### France 1495 - 1518
Entre le 30 avril 1498 et le 5 mai 1500, Compère fut le doyen de la collégiale de Saint-Géry de Cambrai, en position de préséance devant les 48 autres chanoines. Il était bachelier en droit civil et en droit canonique depuis au moins 1500.
De 1500 à 1503 ou 1504, il fut recteur de la collégiale Saint-Pierre à Douai. Selon toute apparence, ce n'était pas une sinécure, car en 1503, les autorités de la ville levèrent l'immunité du monastère et forcèrent l'ouverture de la maison de Compère.
Il démissionna de cette fonction en faveur de Pierre Duwez, ancien musicien de la chapelle ducale de Bourgogne, ancien recteur à Condé auquel avait succédé Josquin Desprez en mai 1504.
Il passa les dernières années de sa vie à la collégiale de Saint-Quentin dont il était chanoine depuis 1491, y jouissant aussi des revenus d'un bénéfice dans le diocèse de Coutances.
Malgré ses autres charges, il resta attaché à la Chapelle royale même après 1498. C'est ainsi qu'il composa le motet Gaude prole regia pour la venue de Philippe le Beau à Paris le 25 novembre 1501. Le texte en est une prière à Catherine d'Alexandrie et symbolise la louange conjointe de la sainte par la France et les Flandres. Le motet Sola caret monstris composé en 1507 est une critique contre le pape Jules II en faveur du roi Louis XII.
Loyset Compère mourut le 16 août 1518 à Saint-Quentin. Il eut des funérailles solennelles dans la collégiale.

## Son art
À la différence de ses contemporains, Compère semble avoir écrit peu de messes — ou tout au moins, peu nous sont parvenues. De tempérament, il apparaît plutôt comme un miniaturiste, ses compositions les plus populaires et les plus nombreuses relèvent des plus courtes formes de son temps : essentiellement chansons et motets. Deux influences artistiques se manifestent dans sa musique : le style bourguignon, qui est d'évidence celui de sa formation initiale avant les voyages en Italie, et celui, plus léger des musiciens italiens contemporains qui composaient alors des frottoles, la forme légère et populaire qui précéda le madrigal.
Compère était un mélodiste doué, et nombre de ses chansons devinrent populaires : des compositeurs plus tardifs réutilisèrent plusieurs d'entre elles comme « cantus firmus » de leurs messes en musique. À plusieurs reprises, il semble s'être lui-même imposé des recherches techniques difficiles, telles que la composition de quodlibets (Au travail suis ne combine pas moins de six thèmes différents écrits sur le même texte par différents compositeurs).
Il écrivit plusieurs compositions d'une forme unique parfois dénommée « motet libre », combinant la subtile élégance des chants populaires italiens et la technique contrapuntique des musiciens flamands. Certains associent des textes de différentes origines, par exemple un Sile fragor paradoxal qui allie une supplication à la Très Sainte Vierge Marie à une chanson à boire en l'honneur de Bacchus. Son choix de textes profanes est souvent irrévérencieux et suggestif.
Ses chansons sont ses compositions les plus caractéristiques et plusieurs spécialistes de la musique de la Renaissance les considèrent comme la meilleure part de son œuvre. Elles sont pour trois ou quatre voix, et peuvent se classer en trois groupes :
1. pièces légères à quatre voix a cappella, de style italianisant, très proches de la frottole, avec un texte syllabique et homophonique et de fréquentes cadences ;
2. ouvrages à trois voix de style bourguignon évoquant la musique de Guillaume Dufay ;
3. « chansons-motets » ressemblant plus au motet médiéval qu'à toute autre forme.

Dans ces œuvres, la voix la plus basse chante en général un cantus-firmus lent en latin alors que les voix supérieures chantent des parties plus animées en français.
Nombre de ses œuvres furent imprimées à Venise par Ottaviano Petrucci et largement diffusées. Évidemment, leur publication contribua à leur popularité. Compère fut l'un des premiers musiciens à bénéficier de l'avancée technique majeure que représentait l'impression, laquelle favorisa de manière extraordinaire la diffusion des œuvres de l'École franco-flamande dans toute l'Europe de la Renaissance.
Compère écrivit plusieurs musiques pour le Magnificat (l'hymne de louange chanté par la Vierge Marie dont il est question dans l'Évangile de Saint-Luc) de même que de nombreux petits motets.

## À écouter
| (audio) | Venite amanti insieme (info)                      |
| (audio) |                                                   |
| (audio) | Des problèmes pour écouter le fichier ? Aidez-moi |

## Liste des œuvres

### Messes et fragments
| 1. Missa Alles regretz ; 2. Missa De tous bien plaine ; 3. Missa L'homme armé ; | 1. Kyrie et Gloria sine nomine ; 2. Credo 'Mon père' ; 3. Credo sine nomine. |

### Cycles de motets
1. Ave Domine Jesu Christe (Missa de D.N.J.C)
(comprend : Ave Domine Jesu Christe, in loco Introitus ; Ave Domine Jesu Christe, in loco Gloria ; Ave Domine Jesu Christe, in loco Credo ; Ave Domine Jesu Christe, in loco Offertorii ; Salve, salvator mundi, in loco Sanctus ; Adoramus te, Christe, in loco Elevationem ; Parce, Domine, in loco Agnus ; Da pacem, Domine, in loco Deo Gratias).
2. Hodie nobis de virgine (Missa in Nativitate Deus Noster Jesu Christe)
(comprend : Hodie nobis de Virgine, in loco Introitus ; Beata Dei Genetrix Maria, in loco Gloria ; Hodie nobis Christus natus est, in loco Credo ; Genuit puerpera Regem, in loco Offertorii ; Sanctum -Verbum caro factum est ; Memento, salutis auctor, post Elevationem ; Quem vidistis, pastores? In loco Agnus ; O admirabile commercium, in loco Deo gratias).
3. Missa Galeazescha (Missa de Beata Maria Virgine)
(comprend : Ave virgo gloriosa, in loco Introitus ; Ave, salus infirmorum, in loco Gloria ; Ave, decus Virginale, in loco Credo ; Ave, sponsa verbi summi, in loco Offertorii ; O Maria, in loco Sanctus ; Adoramus te, Christe, in loco Elevationem ; Salve, mater salvatoris, in loco Agnus ; Virginis Mariae laudes, in loco Deo Gratias).

### SesMagnificat
Loyset Compère a écrit plusieurs Magnificat :
| 1. Magnificat du Ier ton ; 2. Magnificat du IVe ton (verset Esurientes seul) ; 3. Magnificat du VIe ton (I) ; | 1. Magnificat du VIe ton (II) ; 2. Magnificat du VIIe ton ; 3. Magnificat du VIIIe ton (verset Esurientes seul). |

### Motets
| 1. Ad honorum tuum Christe ; 2. Asperges me Domine ; 3. Ave Maria, gratia plena ; 4. Crux triumphans ; 5. Gaude prole regia / Sancta Catharina (1501) ; 6. O admirabile commercium ; 7. Officium de cruce (In nomine Jesu) ; 8. O genetrix gloriosa ; 9. Omnium bonorum plena (avant 1474) ; | 1. Paranymphus salutat virginem ; 2. Profitentes unitatem ; 3. Propter gravamen ; 4. Quis numerare queat / Da pacem (composé probablement à l'occasion de la paix d'Étaples - 3 novembre 1492 - ou du traité entre le pape Alexandre VI et Charles VIII - 15 janvier 1495) ; 5. Sile fragor ; 6. Sola caret monstris / Fera pessima (1507) ; 7. Virgo caelesti. |

### Motets-Chansons
| 1. Le corps / Corpusque meum ; 2. Male bouche / Circumdederunt me ; | 1. Plaine d'ennuy / Anima mea ; 2. Tant ay d'ennuy / O vos omnes (=O devotz cueurs /O vos omnes). |

### Chansons à trois voix
| 1. À qui diraige ma pensée ; 2. Au travail suis ; 3. Beaulté d'amours ; 4. Bergeronette savoysienne ; 5. Chanter ne puis ; 6. Des trois la plus ; 7. Dictes moy toutes ; 8. Discant adieu a madame (I) ; 9. En attendant ; 10. Faisons boutons (texte : Jean II) ; 11. Guerisses moy ; 12. La saison en est ; 13. Le grant dèsir d'aymer ; 14. Le renvoy ; 15. Mes pensées ; 16. Ne doibt on prendre (texte : Jean II de Bourbon (contrefait à la publication en tant que composition de Constanzo Festa avec le texte Venite amanti d'Angelo Poliziano)) ; 17. Ne vous hastez pas (=Adieu a madame (II).) ; | 1. Pensant au bien ; 2. Pleut or a Dieu ; 3. Pour estre ou nombre ; 4. Puis que si bien ; 5. Reveille toy franc cueur ; 6. Se j'ay parlé (d'après un rondinet d'Henri Baude) ; 7. Se mieulx ne vient (adaptation d'une chanson de P. Convert) ; 8. Se pis ne vient ; 9. Seray je vostre mieulx amée (non présente dans les œuvres complètes de Compère recensées par Fallow) 10. Sourdes regrets ; 11. Tant ha bon oeul ; 12. Tout mal me vient ; 13. Va-t-en regret (texte : Jean II de Bourbon) ; 14. Venes regrets ; 15. Vive le noble roy de France ; 16. Vous me faittes morir d'envie (texte : Jean II de Bourbon). |

### Chansons
| 1. Alons fere nos barbes (peut-être apocryphe) ; 2. De les mon getes (= Voles oir une chanson) ; 3. Et dont revenes-vous ; 4. Gentil patron ; 5. J'ay un syon sur la porte ; 6. Je suis amie d'un fourrier ; 7. L'aultre jour me chevauchoye ; | 1. Mon père m'a donné mari ; 2. Nous sommes de l'ordre de Saint Babouyn ; 3. Royne du ciel ; 4. Une plaisante fillette ; 5. Un franc archier ; 6. Vostre bargeronette. |

### Frottole
On ne connait de Loyset Compère que deux frottoles:
| 1. Che fa la ramacina ; | 1. Scaranella fa la galla. |

### Œuvres d'attribution douteuse
| 1. Ave regina, cælorum (anonyme, attribué à Compère) ; 2. Cayphas (plutôt de Johannes Martini que de Compère) ; 3. Lourdault (plutôt de Compère que de Ninot le Petit) ; 4. Mais que ce fust (plutôt de Compère que de Pietrequin Bonnel) ; 5. O post partum munda (anonyme, attribué à Compère) ; | 1. Sanctus - O sapientia (stylistiquement très douteuse) ; 2. Se non dormi dona (anonyme, attribué à Compère) ; 3. Se (Si) vous voulez que je vous face (anonyme, correspond au style de Compère) ; 4. Vray dieu quel payne (aussi attribué à Gaspar Weerbeke, Johannes Japart, Matthaeus Pipelare). |

## Discographie
- Memorias mortis : cycles de motets de la fin du XVe siècle, Ensemble Charneyron, Kontrapunct 32082 enr. 1991
- Loyset Compère (motets et chansons), Orlando Consort, Metronome MET 1002 enr. 1994.

### Sources
- (en) Cet article est partiellement ou en totalité issu de l’article de Wikipédia en anglais intitulé « Loyset Compère » (voir la liste des auteurs).
- Gustave Reese, Music in the Renaissance. New York, W.W. Norton & Co., 1954.  (ISBN 0393095304)
- "Loyset Compère", dans The New Grove Dictionary of Music and Musicians, éd. Stanley Sadie. 20 vol. London, Macmillan Publishers Ltd., 1980.  (ISBN 1561591742)